# 911 (canción de Lady Gaga)
«911» es una canción de la cantautora estadounidense Lady Gaga, incluida en su sexto álbum de estudio, Chromatica (2020). Fue escrita por ella con apoyo de Justin Tranter, BloodPop y Madeon, y producida por estos dos últimos con Ben Rice. De acuerdo con Gaga y BloodPop, su letra narra la dependencia al consumo de medicamentos para tratar diferentes trastornos. La canción fue lanzada como tercer sencillo de Chromatica el 18 de septiembre de 2020 bajo el sello de Interscope Records.
La canción recibió buenos comentarios por parte de la crítica por su ritmo pegadizo y su letra. Asimismo, la transición entre «Chromatica II» y «911» fue destacada como uno de los mejores momentos del álbum. Dicha transición también se volvió viral en Internet y generó variedad de memes. El videoclip de la canción, el cual estuvo dirigido por Tarsem Singh, fue estrenado el 18 de septiembre de 2020 y muestra a Gaga reviviendo los eventos de un accidente mientras sueña. Una remezcla de «911» realizada por Charli XCX fue incluida en Dawn of Chromatica (2021).

## Composición
«911» es la octava canción dentro de Chromatica (2020) y viene precedida del segundo interludio «Chromatica II», el cual da continuidad a la canción. La canción fue escrita por Gaga con apoyo de Justin Tranter, así como de BloodPop y Madeon, quienes también se encargaron de producirla. Según Gaga, su letra habla sobre su consumo de medicamentos neurolépticos y su dependencia a los mismos. Por su parte, BloodPop mencionó que la canción también narra su perspectiva con el consumo de medicamentos para tratar su trastorno obsesivo-compulsivo. Además, sostuvo que «911» fue la última pista de Chromatica en realizarse porque Gaga fue muy insistente a la hora de grabarla, ya que quería desahogar toda su frustración. A lo largo de la canción, Gaga describe cómo su salud mental se ve perjudicada por la medicación y en el estribillo recalca que su mayor enemigo resulta ser ella misma.

## Recepción

### Comentarios de la crítica
Howell Davies del periódico The Sun destacó a «911» como uno de los mejores momentos dentro de Chromatica (2020). Nicholas Hautman de la revista Us Weekly la comparó favorablemente con «Scheiße» y expresó que es su canción «más extraña» desde 2011. Kory Grow de la revista Rolling Stone aseguró que «Gaga alcanza su mayor grandeza cuando toma riesgos, como lo hizo con "911"». Tom Johnson de The Line of Best Fit la destacó como uno de los mejores momentos dentro del álbum junto con «Replay» por ser «música dance honesta, brillante y profunda». Jeremy J. Fisette de Beats Per Minute la consideró la mejor canción dentro de Chromatica, mientras que Caryn Ganz de The New York Times dijo que es uno de los momentos más disfrutables dentro del disco.
La transición de «Chromatica II» a «911» fue también destacada como uno de los mejores aspectos de Chromatica, y tras el lanzamiento del disco, se convirtió rápidamente en un tema de debate por parte de los seguidores de la artista. Asimismo, se generaron gran variedad de memes a través de Internet, con la audiencia añadiendo la transición a distintas escenas de películas y series de televisión populares, así como otros memes, frases y canciones.

### Recibimiento comercial
Durante la semana de lanzamiento de Chromatica (2020), «911» debutó en la primera posición del Bubbling Under Hot 100 Singles, una extensión del Billboard Hot 100, listado principal de éxitos de los Estados Unidos. Asimismo, debutó en el puesto diez del Hot Dance/Electronic Songs, siendo una de las cinco canciones del álbum en ubicarse dentro del top 10 junto a «Rain on Me» (puesto uno), «Sour Candy» (puesto tres), «Stupid Love» (puesto cuatro) y «Alice» (puesto siete), lo que convirtió a Gaga en la primera artista en posicionar cinco canciones dentro de los diez primeros del listado.

## Vídeo musical

### Antecedentes y producción

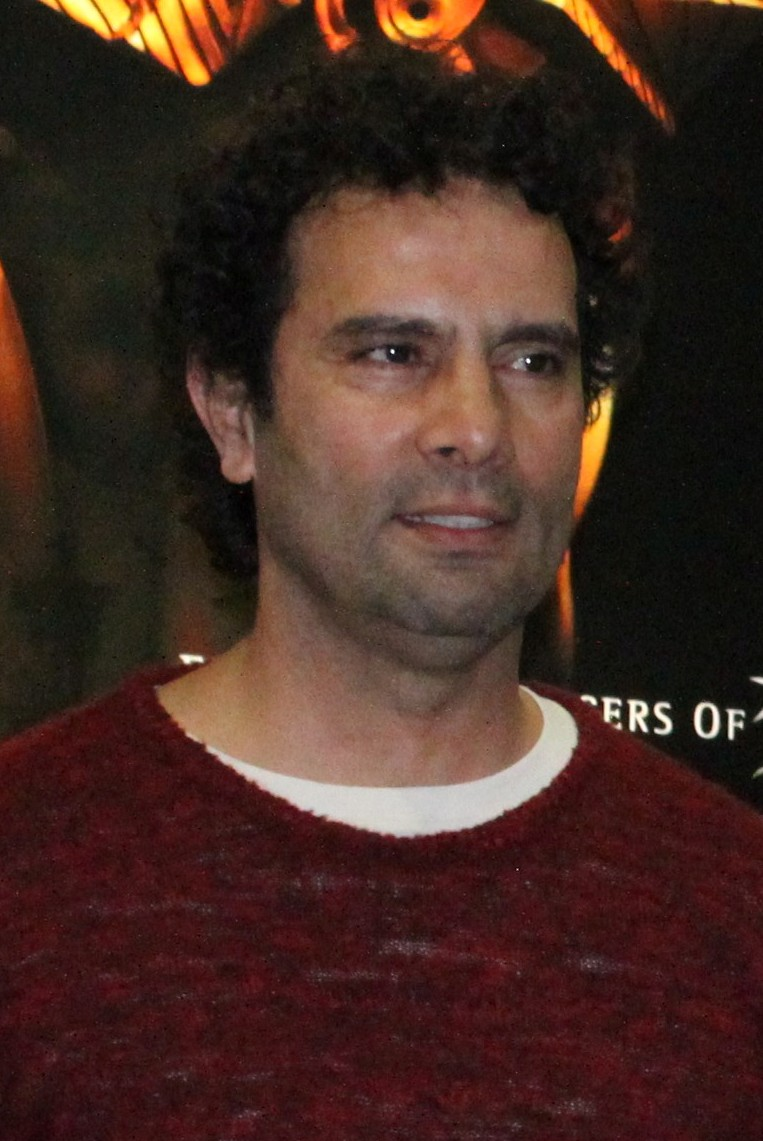
Tarsem Singh, director del videoclip.

El videoclip de la canción fue dirigido por Tarsem Singh y lanzado el 18 de septiembre de 2020 en YouTube, además de haber tenido un estreno global por MTV. Durante una entrevista con la revista Billboard, Gaga aseguró que había sido filmado en agosto de 2020, y que se sintió «más viva que nunca» cuando lo grababa. Asimismo, comentó: «Este cortometraje es muy personal para mí, es mi experiencia con la salud mental y la forma en la que la realidad y los sueños se interconectan para crear a los héroes que viven dentro de nosotros». A pesar de la pandemia de COVID-19, ningún miembro del equipo resultó contagiado por el rodaje.

### Trama
El vídeo inicia con Gaga tirada en el medio de un desierto, cubierta de escombros, granadas y una bicicleta rota mientras suena «Chromatica II». Al levantarse, persigue a un misterioso jinete que monta un caballo negro hasta llegar a un pueblo donde se encuentra con un hombre de aspecto similar al de Conan el Bárbaro y a una mujer parecida a la Virgen María, entre otros personajes peculiares. Mientras avanza la trama, Gaga se va encontrando con varias cosas inexplicables, como una mujer desconsolada sosteniendo una momia en sus pies, un hombre que no deja de golpearse la cabeza con una almohada, además de un desfile y un ritual al que es arrastrada sin motivo aparente. Al final de este ritual, Gaga es apuñalada y hay un salto a la realidad donde está siendo reanimada por desfibrilación tras un accidente en el que fue atropellada por un vehículo mientras iba en su bicicleta al cine, revelando así que todas las anormalidades mostradas a lo largo del vídeo son, en realidad, representaciones oníricas de lo que había pasado. El hombre vestido como Conan el Bárbaro y la mujer vestida como la Virgen María son los dos paramédicos que reaniman a Gaga, el desfile es la multitud que corre a ayudar en el accidente, el hombre que se golpea la cabeza con la almohada es la otra víctima del accidente que se golpeó con la bolsa de aire de su vehículo, la mujer que llora es una madre que pide ayuda para su hijo que no es atendido por ser de bajos recursos a pesar de estar gravemente herido, el desierto y el misterioso jinete son parte de un anuncio turístico a White Sands (Nuevo México). El vídeo contiene varias referencias a los filmes 8½ (1963) y El color de la granada (1969), así como a la escultura Piedad del Vaticano, a la estética de la artista Frida Kahlo y a la figura de Santa Muerte.

### Recepción pública y crítica
En términos generales, el videoclip fue bien recibido por la crítica y la prensa. Victoria Wasylak del sitio Vanyaland lo describió como «colorido, místico y por supuesto, personal». Jon Blistein de la revista Rolling Stone expresó que es «colorido, alucinante y deslumbrante». Matt Stopera de Buzzfeed aseguró que es el mejor videoclip de Chromatica. La revista Spin escribió: «Como se podría esperar de un vídeo de Gaga, pasan muchas cosas y es bastante dramático, pero lo más sensacional es el giro inesperado». Aaron Williams de Uproxx lo llamó «fantástico» y sostuvo que «la teatralidad de los vídeos de Gaga sigue tan fuerte como siempre». Lake Schatz de Consequence of Sound lo consideró «otra fascinante experiencia visual de Chromatica». El vídeo fue bien recibido por los seguidores de la artista, principalmente debido a la variedad de atuendos extravagantes y referencias culturales. Asimismo, generó variedad de memes, especialmente en Twitter.
La revista Billboard lo describió como el vídeo «más conceptual» de Chromatica y lo consideraron el cuarto mejor videoclip del 2020. De igual forma, ganó el premio al mejor maquillaje en un comercial o videoclip en los premios otorgados por el Sindicato de Maquilladores y Peluqueros en 2021; el galardón fue recibido por Sarah Tanno, Mike Mekash y Eryn Krueger Mekash.

## Presentaciones en vivo
Gaga presentó «911» por primera vez el 30 de agosto de 2020 en los MTV Video Music Awards de ese año, donde realizó un popurrí en el que también cantó «Rain on Me» y «Stupid Love». En la actuación, vistió varias piezas de látex color verde fluorescente, así como una mascarilla que emulaba las frecuencias mientras cantaba «911». La presentación recibió elogios por parte de la prensa, quienes la catalogaron como uno de los mejores momentos de la ceremonia. Posteriormente fue incluida en el repertorio de su gira The Chromatica Ball.

## Posicionamiento en listas

### Semanales
| Australia      | Australian Singles Chart       | 76  |
| Canadá         | Canadian Hot 100               | 85  |
| Escocia        | Scottish Singles Chart         | 64  |
| Estados Unidos | Bubbling Under Hot 100 Singles | 1   |
| Estados Unidos | Hot Dance/Electronic Songs     | 10  |
| Francia        | French Singles Chart           | 141 |
| Grecia         | Digital Singles Chart          | 81  |
| Italia         | Top Singoli                    | 92  |
| Nueva Zelanda  | NZ Top 40 Singles Chart        | 45  |
| Portugal       | Portuguese Singles Chart       | 84  |

### Anuales
| Estados Unidos | Hot Dance/Electronic Songs | 27 |

### Certificaciones
| País      | Organismo certificador | Certificación | Ventas certificadas | Ref.   |
| --------- | ---------------------- | ------------- | ------------------- | ------ |
| Australia | ARIA                   | Oro           | 35 000              | [ 59 ] |
| Brasil    | ABPD                   | Diamante      | 160 000             | [ 60 ] |
| Italia    | FIMI                   | Oro           | 35 000              | [ 61 ] |

## Premios y nominaciones
| Año  | Premiación             | Categoría                 | Resultado | Ref.          |
| ---- | ---------------------- | ------------------------- | --------- | ------------- |
| 2021 | MTV Video Music Awards | Mejor Cinematografía      | Nominado  | [ 62 ] [ 63 ] |
| 2021 | MTV Video Music Awards | Mejor Dirección Artística | Nominado  | [ 62 ] [ 63 ] |